# 关庄镇 (延川县)
关庄镇，是中华人民共和国陕西省延安市延川县下辖的一个乡镇级行政单位。

## 行政区划
关庄镇下辖以下地区：
关庄村、二八家村、岔口村、张家河村、十甲村、下刘家河村、刘家湾村、杨家洼村、曹家河村、鸭巷村、甄家湾村、指王沟村、大张村、湫刘家河村、刘家圪塔村、东沟村、关家沟村、关家庄村、打则坪村、前楼河村、后楼河村、杨家坪村、齐家圪塔村、关家河村、马家沟村、呼家沟村、西洼村、太相寺村、王家沟村、贺家庄村、齐家坪村、高家塔村和贺家河村。